# 이번원
이번원(理藩院, 만주어: ᡨᡠᠯᡝᡵᡤᡳ
ᡤᠣᠯᠣ ᠪᡝ
ᡩᠠᡵᠠᠰᠠ
ᠵᡠᡵᡤᠠᠨ Tulergi Golo-be Dasara Jurgan)은 청 제국에서 여러 번부에 관한 행정 사무 통할을 목적으로 설치된 관청이다.
숭덕제에 의해 내몽골이 평정된 뒤 그 간접통치를 목적으로 설치된 몽골아문(蒙古衙門, 만주어: ᠮᠣᠩᡤᠣ
ᠵᡠᡵᡤᠠᠨ Monggo Jurgan, 만주어: ᠮᠣᠩᡤᠣ
ᠶᠠᠮᡠᠨ Monggo Yamun)을 그 전신으로 한다. 1638년(숭덕 3년)에 이번원으로 개칭되었다. 초기 장관급으로 승정(承政), 차관급으로 좌참정(左参政)·우참정(右参政)이 설치되었는데, 1644년(순치 원년)에 승정을 상서(尚書), 참정을 시랑(侍郎)으로 각각 개칭하였다. 1659년(순치 16년)에는 예부 관할이 되었다가, 1661년(순치 18년)에 독립적 관청이 되었다.
청 제국의 판도가 외몽골, 청해, 서장, 신강으로 확대됨에 따라 이들 지역을 번부라고 칭하여 이번원에서 통할하게 된다. 이번원의 업무로는 여러 번부의 조공, 봉작, 봉록, 회맹, 교역, 재판 등이 있다. 1861년(함풍 10년)에 총리각국사무아문이 설치되기 이전에는 러시아와의 외교무역 관련 업무도 여기에서 맡았다.
1906년(광서 32년) 관제개혁으로 이번부(理藩部)라고 개칭되었다가, 1911년(선통 3년)에 내각제도가 창설되자 상서는 대신, 시랑은 부대신이 되었다.

## 관제
상서(尚書, 만주어: ᠠᠯᡳᡥᠠ
ᠠᠮᠪᠠᠨ Aliha Amban): 종1품, 1명
원내의 모든 행정업무를 총괄
시랑(侍郎, 만주어: ᠠᠰᡥᠠᠨ ᡳ
ᠠᠮᠪᠠᠨ Ashan-i Amban): 종2품, 3명
좌시랑과 우시랑은 만주인, 몽고시랑은 몽골인 버이러 중에서 뽑혔다.
낭중(郎中, 만주어: ᡳᠴᡳᡥᡳᠶᠠᡵᠠ
ᡥᠠᡶᠠᠨ Icihiyara Hafan): 정오품, 12명
황족 1명, 만주인 3명, 몽골인 8명으로 구성되어 원내 각 사(司)의 사무를 맡았다.
원외랑(員外郎, 만주어: ᠠᡳᠰᡳᠯᠠᡴᡡ
ᡥᠠᡶᠠᠨ Aisilakū Hafan): 종오품, 36명
황족 1명, 만주인 10명, 몽골인 25명으로 구성되었다. 일반적으로 한직이었다.
당주사(堂主事, 만주어: ᡨᠠᠩᡤᡳᠨ ᡳ
ᡝᠵᡝᡴᡠ
ᡥᠠᡶᠠᠨ Tanggin-i Ejeku Hafan): 6명
만주인 2명, 몽골인 3명, 한인 1명으로 구성.
교정한문관(校正漢文官): 2명
한인이 취임. 문서의 번역을 맡았다.
사무(司務, 만주어: ᡨᠠᡴᡡᡵᠠᠪᡠᡵᡝ
ᡥᠠᡶᠠᠨ Takūrabure Hafan): 2명
만주인 1명, 몽골인 1명으로 구성.
주사(主事, 만주어: ᡝᠵᡝᡴᡠ
ᡥᠠᡶᠠᠨ Ejeku Hafan): 각 사마다 10명
각각 만주인 2명, 몽골이 8명으로 구성.
은고사관(銀庫司官): 5명
만주족이 취임.
사관(司庫, 만주어: ᡠᠯᡳᠨ ᡳ
ᡩᠠ Ulin-i Da): 5명
만주족이 취임.
사사(司使): 5명
만주족이 취임.
필첩식(筆帖式, 만주어: ᠪᡳᡨᡝᠰᡳ Bitesi): 95명
만주인 34명, 몽골인 55명, 한인 6명으로 구성. 상주장의 번역, 문서 관리, 만몽 한문 교주를 담당.
이외에 보조관원이 있어 147명이 정원으로 알려져 있다.

## 같이 보기
- 몽골청치시기
- 청나라 치하 티베트
- 서역신강
- 선정원
- 몽장위원회